# Emma Hayes
Emma Carol Hayes OBE (nascida em 18 de outubro de 1976) é uma treinadora e ex-futebolista inglesa que atuava como meio-campista. Atualmente comanda a Seleção Feminina dos Estados Unidos. Ela é mais conhecida por sua passagem de doze anos pelo Chelsea Feminino, vencendo a FA Women's Super League em sete ocasiões, incluindo cinco consecutivas da temporada 2019–20 até a temporada 2023–24.  Em 10 de agosto de 2024, ela treinou a seleção feminina dos Estados Unidos à medalha de ouro nas Olimpíadas de Paris.  Em 28 de outubro de 2024, ela recebeu o primeiro Troféu Feminino Johan Cruyff como a melhor técnica do futebol feminino.

## Carreira

### Temporada 2017–18
Auxiliada pela adição de novas jogadoras, incluindo Ramona Bachmann, Maren Mjelde, Erin Cuthbert e Crystal Dunn, Emma Hayes conduziu seu time a terminar no topo, em uma FA WSL1 reorganizada, com base no saldo de gols.
O time também disputou as competições da FA Cup e chegou às semifinais, mas foi eliminado pelo Birmingham City em uma disputa de pênaltis.
Eu aprecio representar um clube que eu absolutamente adoro. Estar em uma posição em que podemos continuar vencendo em nome do Chelsea é algo que acredito que nasci para fazer.

É uma honra representar um clube que amo. Estou numa posição privilegiada de poder conquistar vitórias pelo Chelsea, algo que sinto que foi o meu destino.

—Emma Hayes, a treinadora vitoriosa que transformou o Chelsea em uma potência do futebol feminino.

## Estatísticas gerenciais
Todos os jogos competitivos de liga, copa e competições europeias estão incluídos.
- Atualizado até 4 November 2023 [4][5]

## Títulos
Chelsea
- FA Women's Super League: 2015, 2017–18, 2019–20, 2020–21, 2021–22, 2022–23, 2023–24[carece de fontes?]
- FA WSL Spring Series: 2017[6]
- FA Women's Cup: 2014–15, 2017–18, 2020–21, 2021–22, 2022–23[7]
- FA Women's League Cup: 2019–20, 2020–21
- FA Women's Community Shield: 2020[8]

Seleção dos Estados Unidos
- Jogos Olímpicos: 2024[9]

### Prêmios Individuais
- Técnica da temporada da FA Women's Super League: 2015,[10] 2018,[11] 2020,[12] 2021,[13] 2022, 2023[14]
- Hall da Fama da FA Women's Super League: 2021
- Melhor técnica da FIFA: 2021, 2024[15]
- Prêmio Johan Cruyff feminino (Ballon d'Or): 2024[16]